# Théorie du complot sioniste
Ne doit pas être confondu avec Théorie du complot juif.
La théorie du complot sioniste est une des variantes des théories du complot. Cette théorie vise à interpréter le mouvement sioniste comme une conspiration visant à dominer le monde — « la mission historique du sionisme (rétablir l'indépendance politique du peuple juif) est transmuée en un programme de conquête du monde dont l'État juif serait, demain, le cerveau et la base territoriale ».

## Ducomplot maçonniqueaucomplot sioniste
Georges Bensoussan rappelle que la théorie du complot sioniste est née à la fin du XIXe siècle et hérite de toutes les caractéristiques de la théorie du complot maçonnique, inventé par l'abbé Barruel. Le complot maçonnique est souvent entendu comme un supposé complot judéo-maçonnique, les deux étant alors associés voire assimilés. Le désormais supposé « complot juif » est identifié au complot maçonnique.
L'idée du complot sioniste émerge peu après la réunion du 1er Congrès sioniste initié par Theodor Herzl, qui se tient à Bâle en 1897 — au moment où se déroule, en France, l'affaire Dreyfus. Georges Bensoussan écrit : « Les Jésuites, les premiers, lancent ce thème en février 1898 dans leur organe La Civiltà Cattolica. Du complot juif, les Jésuites passent vite au complot sioniste mondial ».
Pierre-André Taguieff décrit, lui aussi, le même glissement, en particulier dans les milieux antisémites : « Le vocable « sioniste » a été largement utilisé par des antisémites de tous bords en tant que substitut au mot « juif » ».
Cela relance la carrière du célèbre faux antisémite « Les Protocoles des Sages de Sion ». Georges Bensoussan note : « un de ces propagandistes, le Russe Nilus, lance la version antisioniste et non seulement antijuive des Protocoles ». L'ouvrage, rédigé par un agent russe et matrice antisémite de tous les complots accusant les Juifs ultérieurement, formule explicitement la thèse d'un « complot juif mondial » mais également d'un « complot sioniste mondial »,.

## Les arguments de la théorie du complot sioniste
Cette interprétation complotiste des événements concernant l'histoire du sionisme sera ensuite appliquée à la politique israélienne. Elle consiste généralement à considérer que les événements ayant précédé et ayant mené, directement ou non, à la création de l'État d'Israël ont été voulus et orchestrés par un groupe d'individus tirant aujourd'hui des bénéfices de l'existence d'Israël : riches familles juives liées aux banques américaines, sociétés secrètes occidentales, familles américaines influentes, etc. Si l'antisionisme est loin de se réduire à cette théorie du complot, certains antisionistes l'utilisent à des fins de propagande d'après Pierre André Taguieff.
Il existe quatre grandes théories au sujet du mythe du complot sioniste, qui diffèrent quant au groupe identifié comme comploteur dont deux sont plus connues. La première version considère que ce sont les Juifs en tant que tels qui sont les comploteurs. À ce titre, le penseur Pierre André Taguieff estime que cette version n'est que l’avatar moderne de la théorie du complot mondial juif, dont elle reprend les mêmes poncifs antisémites. D'après la seconde version, les Juifs en tant que tels ne seraient pas le cerveau de la conspiration, et Israël et le sionisme seraient instrumentalisés par des sociétés secrètes ou des groupes d'intérêts impliquant de grandes familles américaines. Cette seconde théorie, qui mêle antisionisme et antiaméricanisme en postulant une collaboration secrète des sionistes et des États-Unis avec les nazis dans le processus de la Shoah (afin de fournir une légitimité au sionisme et à toutes les politiques du futur État d'Israël), est parfois dite « théorie de l'axe américano-sioniste » (voir aussi Jacques Tarnero).